# 千唐志斋
34°44′21″N 112°00′52″E / 34.73917°N 112.01444°E
千唐志斋位于中国河南省洛阳市新安县铁门镇西部，是中国最大的墓志石刻收藏地，1963年被列为河南省文物保护单位，1996年以千唐志斋石刻之名被列为第四批全国重点文物保护单位。千唐志斋博物馆是国家二级博物馆。
民国初年，洛阳地区大量墓葬被盗，出土了众多墓志石刻。20世纪30年代，张钫在洛阳大量搜集当地出土的历代墓志石刻，并在其铁门镇的住所“蛰庐”旁建拱券式砖窑十五孔，将墓志石刻嵌于墙壁上。斋内共有西晋以来历代石刻1413件，其中西晋1件、北魏2件、隋2件、唐1185件、宋88件，故名之曰“千唐志斋”。千唐志斋石刻是研究中国古代史尤其是唐史的重要资料。斋内的石刻均有拓片，中国很多学术机构都有收藏，并已整理出版《千唐志斋藏志》一书，共收墓志1360方。

## 相关文献
- 河南省文物研究所、河南省洛阳地区文管处 编. . 文物出版社. 1984.
- . 文物出版社. ISBN 9787501021864.
- 吴钢 主编. . 三秦出版社. 2006. ISBN 9787807360858.
- 谭两宜 编. . . 1979: 27–92.
- 谭两宜 编. . . 1980: 29–69.